# Ludwig Jonas

Ludwig Jonas

Ludwig Jonas (* 11. Februar 1797 in Neustadt (Dosse); † 19. September 1859 in Berlin) war ein deutscher evangelischer Theologe. Er trat insbesondere als Herausgeber des Nachlasses von Friedrich Schleiermacher und als Vertreter einer presbyterial-synodalen Kirchenverfassung sowie Befürworter der preußischen Union hervor.

## Leben

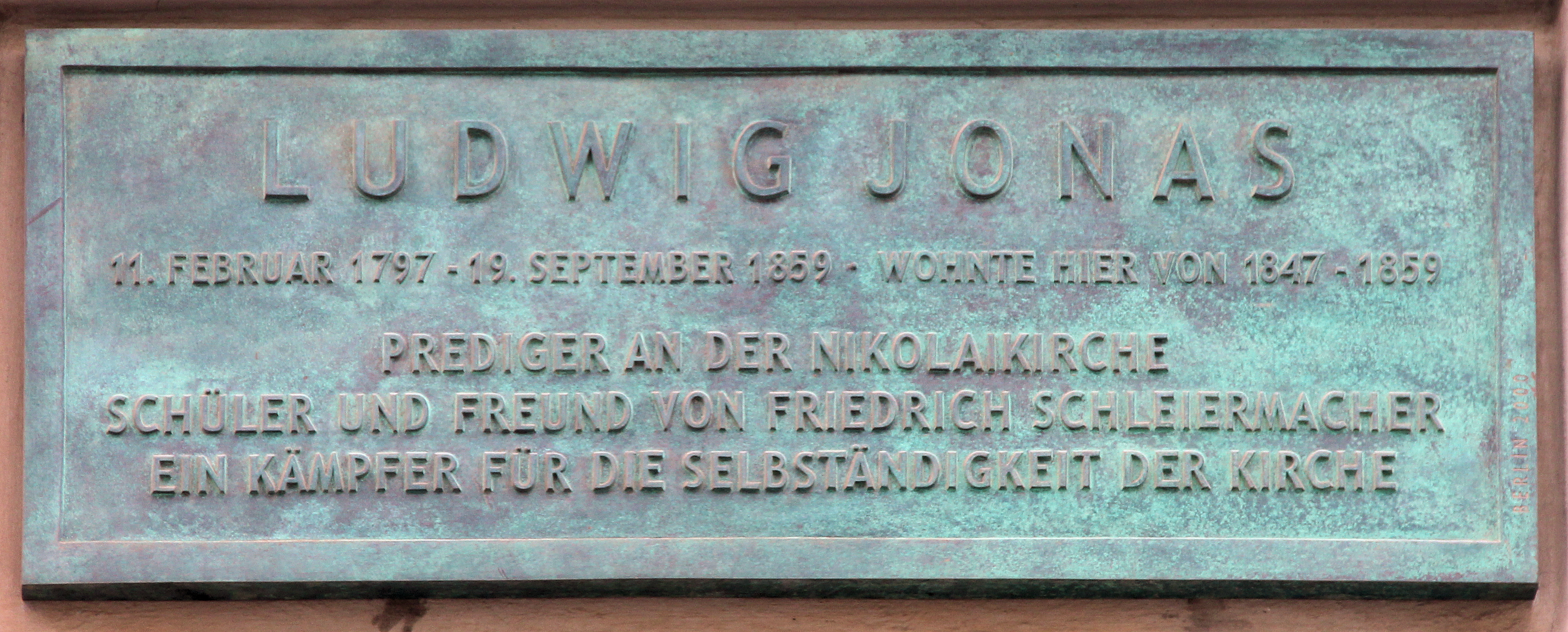
Gedenktafel am Haus Brüderstraße 13 in Berlin-Mitte

Jonas’ Vater war Kaufmann und war vom Judentum zum Christentum konvertiert. Seit 1812 besuchte Jonas das Joachimsthalsche Gymnasium in Berlin. Er machte 1815 den Feldzug gegen Napoleon mit und kämpfte unter anderem in den Schlachten von Ligny und Waterloo. Anschließend studierte er von 1815 bis 1819 Evangelische Theologie in Berlin. In dieser Zeit trat er auch der burschenschaftlichen Bewegung bei und war 1818 Gründer der Alten Berliner Burschenschaft. Er unterzeichnete 1819 eine öffentliche Erklärung zu Gunsten von Friedrich Ludwig Jahn.
Nach dem Studium arbeitete Jonas zunächst als Erzieher in der königlichen Kadettenanstalt und danach als Lehrer im Militärwaisenhaus in Potsdam. 1823 nahm er eine Predigerstelle in den vorpommerschen Dörfern Schwerinsburg und Wusseken an. Wegen seines burschenschaftlichen Engagements in der Studienzeit konnte er die Stelle nur durch persönliche Intervention des Kronprinzen Friedrich Wilhelm erhalten.
Im Jahr 1829 heiratete Jonas Elisabeth Luise Ulrike Charlotte (1804–1899), die älteste Tochter des Grafen Heinrich Ludwig Wilhelm Carl von Schwerin-Putzar, der Patronatsherr von Schwerinsburg und Wusseken war. Aus der Ehe gingen zwölf Kinder hervor:
- Paul Jonas (1830–1913), Bankier, verheiratet in 1. Ehe mit Adelheid Lehr (1842–1867), in 2. Ehe mit Helene König (1839–1926)
- Luise Jonas (1831–1922), verheiratet mit dem Bankier Adelbert Delbrück (1822–1890)
- Emma Jonas (1833–1909), verheiratet mit dem Verleger Dietrich Reimer (1818–1899)
- Marie Jonas (1834–1913), verheiratet mit dem Landwirt Robert von Benda (1816–1899)
- Elisabeth Jonas (1835–1905), verheiratet in 1. Ehe mit Friedrich Reimer (1815–1860), in 2. Ehe mit Bernhard Sydow (1832–1899)
- Charlotte Jonas (1837–1880), verheiratet mit dem Dirigenten und Komponisten Robert Radecke (1830–1911)
- Victor Jonas (1838–1906), verheiratet mit Mathilde Kubik (1855–1941)
- Anna Jonas (1840–1915), verheiratet mit dem Historiker Bernhard von Simson (1840–1915)
- Beate Jonas (1841–1913), verheiratet mit dem Juristen August von Simson (1837–1927) und Mutter des Juristen Ernst von Simson (1876–1941)
- Ernst Jonas[1] (1842–1914), Pfarrer, verheiratet in 1. Ehe mit Marie Kauffmann (1849–1887), in 2. Ehe mit Clara Meyer (1859–1938)
- Hermann Jonas (1844–1889), verheiratet mit Martha Fink (1855–1887)
- Fritz Jonas (1845–1920), Gymnasiallehrer und Literaturhistoriker, verheiratet mit Anna Franz (1857–1937)

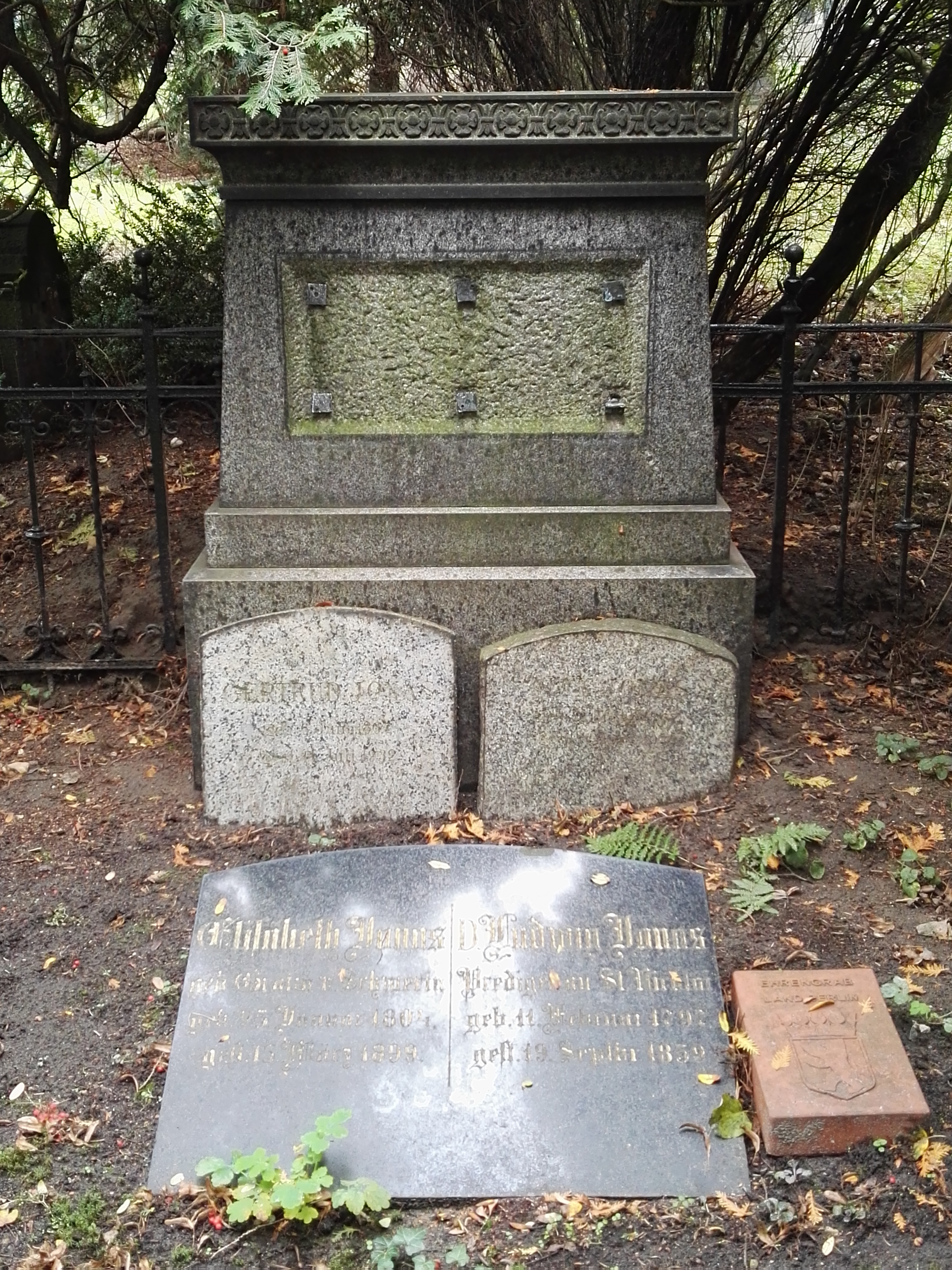
Grabstätte

Seit 1833 war Ludwig Jonas dritter Diakon von St. Nikolai in Berlin. Diese Stelle behielt er bis zu seinem Tod bei. Sein Grab befindet sich auf dem Alten Friedhof der St.-Nikolai- und St.-Marien-Gemeinde. Sein Grab ist als Ehrengrab der Stadt Berlin gewidmet.

## Herausgabe des Schleiermacher-Nachlasses
Jonas war ein Schüler und Vertrauter von Friedrich Schleiermacher, dessen Tochter Hildegard seit 1834 mit seinem Schwager Maximilian von Schwerin-Putzar verheiratet war. 1834 bat Schleiermacher Jonas auf dem Sterbebett, die Herausgabe seines literarischen Nachlasses zu übernehmen. Mit dieser Aufgabe war Jonas fast ein Jahrzehnt lang beschäftigt. Er gab u. a. die von Schleiermacher in der Preußischen Akademie der Wissenschaften vorgetragenen Reden und Abhandlungen (1835), die Dialektik (1839) und die Christliche Sittenlehre (1843) heraus. Für diese Verdienste erhielt Ludwig Jonas 1850 die Ehrendoktorwürde der Universität Marburg.
Jonas bereitete auch den wissenschaftlichen Briefwechsel Schleiermachers zur Veröffentlichung vor. Deren 1. und 2. Band gab er 1858 unter dem Titel Aus Schleiermachers Leben. In Briefen heraus. Die Bände 3 und 4 wurden erst nach seinem Tod von Wilhelm Dilthey als Herausgeber veröffentlicht.

## Politisches und kirchenpolitisches Wirken
Im Sinne Schleiermachers wirkte Jonas auch seit 1843 verstärkt in der kirchenpolitischen Debatte mit Hilfe von Erklärungen und Flugschriften. Er galt unter den protestantischen Theologen zeitweise als Führer der „antidogmatischen Union.“ Als Mitglied der brandenburgischen Provinzialsynode von 1844 setzte er sich für eine presbyterial-synodale Kirchenverfassung ein. Seit 1846 war er Mitherausgeber der Monatsschrift (ab 1848: Zeitschrift) für die unierte evangelische Kirche und ab 1854 der Protestantischen Kirchenzeitung. Seit 1848 war er Mitglied des Vereins für evangelische Kirchengemeinschaft, auch Unionsverein genannt.
Im Jahr 1848 war Jonas Mitglied der preußischen Nationalversammlung und 1858 Mitglied des preußischen Abgeordnetenhauses in der Fraktion Vincke.
Während der Reaktionsära trat er zusammen mit anderen im Sinne Schleiermachers für die „Union und Selbstständigkeit der Kirche“ und für Gewissensfreiheit ein. Seine Haltung vertrat er auch wirkungsvoll als Prediger. Insbesondere im Bildungsbürgertum von Berlin war er ausgesprochen beliebt. Zu seinen Predigten kam nicht nur seine Gemeinde, sondern auch Gleichgesinnte aus allen Teilen der Stadt. Er beteiligte sich auch an der Arbeit des Gustav-Adolf-Vereins. Jonas war Mitglied des Landesvorstandes für Brandenburg. Auf seine Anregung wurden verschiedene Frauenvereine gegründet.